# The Devil's Daughter
The Devil's Daughter è un film muto del 1915 diretto da Frank Powell. Basato sulla tragedia La Gioconda di Gabriele d'Annunzio, andata in scena in prima al teatro Bellini di Palermo il 15 ottobre 1899 nell'interpretazione di Eleonora Duse, il film - conosciuto anche con il titolo The Vampire - aveva come interprete principale Theda Bara.

## Trama
Abbandonata dall'amante, Gioconda decide di vendicarsi del mondo. Quando Lucio Settala, un famoso scultore, le chiede di posare per lui, Giocanda progetta di rovinarlo: lo seduce e gli fa dimenticare la famiglia, la moglie Silvia e la figlioletta, la piccola Beata. Poi sfida Silvia a riprendersi indietro Lucio che, disperato, si spara. L'uomo si salva, curato amorevolmente dalla moglie. Ma, guarito, torna nuovamente da Gioconda. Le due donne finiscono per affrontarsi: mentre stanno lottando, Gioconda cerca di far cadere la statua di Lucio che rovina addosso a Silvia, menomandola. Lucio, allora, perde la ragione. Neppure Gioconda riuscirà a sottrarsi al rimorso e finirà pazza.

## Produzione
Il film fu prodotto dalla Fox Film Corporation. Venne girato in Florida, a St. Augustine con i titoli di lavorazione La Gioconda e The Vampire.

## Distribuzione
Presentato da William Fox per la Fox Film Corporation, il film uscì nelle sale cinematografiche USA il 16 giugno 1915.
Non si conoscono copie ancora esistenti della pellicola che viene considerata presumibilmente perduta.